# Џамија Селимија
Селимија џамија (тур. Selimiye Camii) је османска џамија у граду Једрене у Турској. Ово је уједно и најзначајнија грађевина и историјски споменик у овом граду. Грађена је од 1569. до 1579. године за султана Селима II, сина и наследника Сулејмана Величанственог. Архитекта ове џамије је Синан, најпознатији градитељ Отоманског царства.

## Историја
Џамију је наручио султан Селим II, а пројектовао ју је Мимар Синан, најзначајнији тадашњи архитекта и најпознатији градитељ Отоманског царства, између 1568. и 1574. Синан је инспирацију за градњу Селимије пронашао у Аја Софији. Четири минарета џамије Селимије највиши су минарети у Турској. Ова џамија сматра се ремек-делом Мимара Синана и једним од најзначајнијих споменика исламске архитектуре.

## Галерија
- Купола
- Унутрашњост
- Гробнице и музеј у близини џамије
- Споменик Мимару Синану испред Селимије
- Реконструкција џамије 2025. године